# عبسان الکبیره
عبسان الکبیره (به لاتین: Abasan al-Kabera) یک شهر در نوار غزه است که در استان خان یونس واقع شده‌است. این شهر ۱۹٬۰۰۰ نفر جمعیت دارد.